# Zrelostni izpit
Zrelostni izpit (It.: Immaturi) je italijanski celovečerni igrani film, nastal leta 2011 v režiji Paolo Genoveseja. 

## Vsebina
Giorgio, Lorenzo, Piero, Luisa, Virgilio in Francesca so vrstniki iz srednje šole, ki se po dvajsetih letih kot 40-letniki ponovno združijo potem, ko prejmejo obvestilo ministrstva za izobraževanje, da morajo zaradi nekakšne napake ponovno opravljati zrelostni izpit. Ob glasbeni spremljavi iz 1980-ih, ki jim je skupna, film na komičen način prikazuje tudi različnost karakterjev, življenjskih situacij, starih simpatij in sporov, partnerjev in otrok ter jih vzporeja s filozofskimi nauki Epikura in sofistov, ki se jih protagonisti ponovno učijo za zrelostni izpit.  
14. avgusta 2013 je bil prikazan na prvem programu RTV Slovenija v terminu Film tedna.

## Zasedba
- Giorgio - Raoul Bova
- Lorenzo - Ricky Memphis
- Francesca - Ambra Angiolini
- Luisa - Barbora Bobulova
- Piero - Luca Bizzarri
- Virgilio - Paolo Kessisoglu
- Eleonora - Anita Caprioli

## Nagrade
Film je prejel nagrado Capri Italian Box Office Award.